# Rey Gitano
Rey Gitano es una película de 2015, dirigida por Juanma Bajo Ulloa y protagonizada por Karra Elejalde y Manuel Manquiña, coprotagonizada por Arturo Valls y María León.

## Argumento
España junio de 2014. Antes de morir una vieja bailaora gitana revela a su hijo, Gaje, un extraordinario secreto: él es el verdadero heredero a la corona de España.
No lejos de allí, dentro de su tienda La boutique del espía, Josemari, un malhumorado y disléxico republicano de manual, y Primitivo, un templado tipo duro, nostálgico del viejo régimen, se lamentan de su ruina personal e incierto futuro. Haciéndose pasar por un agente de la inteligencia del Estado, Gaje se presenta de improviso ante los dos aspirantes a detectives privados, embarcándolos en su primera misión: seguir secretamente a la mismísima Familia Real para conseguir alguna muestra genética y, supuestamente, “comprobar si están siendo envenenados”.
Ajenos al engaño, los dos viejos amigos ven en esta la última oportunidad de hacer algo relevante en sus penosas vidas. Pero el Rey de España acaba de abdicar y en apenas unos días tendrá lugar la coronación de su hijo…
En un país en la ruina, con un gobierno bajo sospecha y una monarquía en horas bajas, parecía que nos encontrábamos al borde del precipicio… Y con la inesperada llegada de Gaje, gitano golfo e incorregible seductor, y nuestros dos amigos, dignísimos representantes de las irreconciliables dos Españas, nos darán el empujoncito que necesitábamos, para que con su disparatada misión “real”, su suerte y la nuestra cambie... a peor.

## Reparto
- Karra Elejalde: Josemari
- Manuel Manquiña: Primitivo
- Arturo Valls: Gaje
- María León: Dolores
- Rosa María Sardà: Malaescusa
- Charo López: Doña Merceditas
- Albert Pla: Junior
- Pilar Bardem: La Chata
- Gorka Aguinagalde: Topo
- Sonia Baby: Estríper rubia
- Christian Stamm: L. Brücken
- Ernesto Sevilla: Mariano

- Datos: Q20829443